# 通訳

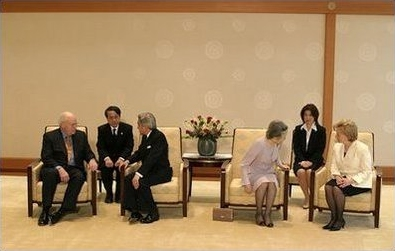
会談の通訳の仕事。上皇とアメリカ合衆国副大統領ディック・チェイニーの通訳者（左から2人目）、および上皇后美智子と副大統領妻リン・チェイニーの通訳者（右から2人目）

通訳（つうやく、英: interpreting または 英: interpretation）とは、書記言語ではない二つ以上の異なる言語を使うことが出来る人が、ある言語から異なる言語へと変換することである。つまり一般的には、異なる言語を話す人たちの間に入り、双方の言語を相手方の言語へと変換し伝えることである。
また、それを行う職業を指す場合もあり、さらには、それを行っている人を指す場合もある。ただし、翻訳(という行為)と「翻訳者」「翻訳家」という語の関係を見れば、人に関しては通訳者・通訳士・通訳人などと呼ばれるべきであるとも指摘されており、実際、国語審議会などの公的文書ではそのように記載されている。

## 概説
通訳とは一般に、異なった音声言語を話す人たちの間に入って、一方の言葉を他方の言葉へ（例えば、英語から日本語へ、中国語からフランス語へ、アラビア語からオランダ語へそれに加えて逆向きにオランダ語からアラビア語へ　等々）変換して音声で伝えることである。さらに、手話の話者と音声言語の話者の間に入って双方の言葉を変換することも通訳と呼ぶことがある。
異言語間の仲介を果たすという意味で翻訳と同列に語られる場合があるが、翻訳の対象は書記言語であり、技能的には全くの別物である。通常、翻訳者は translator と呼ばれるのに対し、通訳者は interpreter と呼ばれる。
ひとことで通訳と言っても、逐次通訳、同時通訳、ウィスパリング通訳などの違いがある。
通訳者は、通訳を行う場所や場面によって、求められているスキルにそれなりの違いがあり、一般的に言えば、それぞれ専門性を持って活動している。代表的なそれとしては、会議通訳（者）、商談通訳、エスコート通訳などがある。

## 通訳の形式
通訳は、その方式や形態によって逐次通訳、同時通訳、ウィスパリング通訳など数種類に区分される。以下にその一般的な区分を示す。

### 逐次通訳 (consecutive interpreting)
話者の話を数十秒～数分ごとに区切って、順次通訳していく方式であり、一般に通訳技術の基礎とされる。話者が話している途中、通訳者は通常記憶を保持するためにノートを取り、話が完了してから通訳を始める。そのため、後述の同時通訳と比べてほぼ2倍の時間がかかってしまうが、訳の正確性が高まるため需要は多い。

### 同時通訳 (simultaneous interpreting)
同時通訳は、話者の話を聞くとほぼ同時に訳出を行う形態であり、通訳の中でもいわゆる花形的な形式である。異言語を即座に訳す能力が必要とされるほか、相手の発言内容をある程度予測する必要もある。通例通訳者は、ブースと呼ばれる会場の一角に設置された小部屋に入り、その中で作業を行う事になる。通訳者の音声はブース内のマイクを通して聴衆のイヤフォンに届けられる。同時通訳作業は非常に重い負荷を通訳者に要求するため、2人ないしは3人が同時にブースに入り15分程度の間隔で交代する。頭を非常に使うため、休憩時はチョコレートのような糖分の高いものを即座に口に入れるという。時にはブース内の控えの通訳者が、単語の提供など訳出の協力もする。多言語間通訳が行われる国際会議で特に多用されるが、多言語地域であるヨーロッパでは通訳の需要のほとんどが同時通訳である。原則的に国際会議の場では、訳出し後の言語（アウトプット言語）は通訳者の母語であることが求められているが、日本人通訳者のみ例外的に他言語へのアウトプットも行い、それが認められている。日本語×他言語のハイレベルな通訳者が世界的に不足しているためである。

### ウィスパリング通訳 (whispered interpreting)

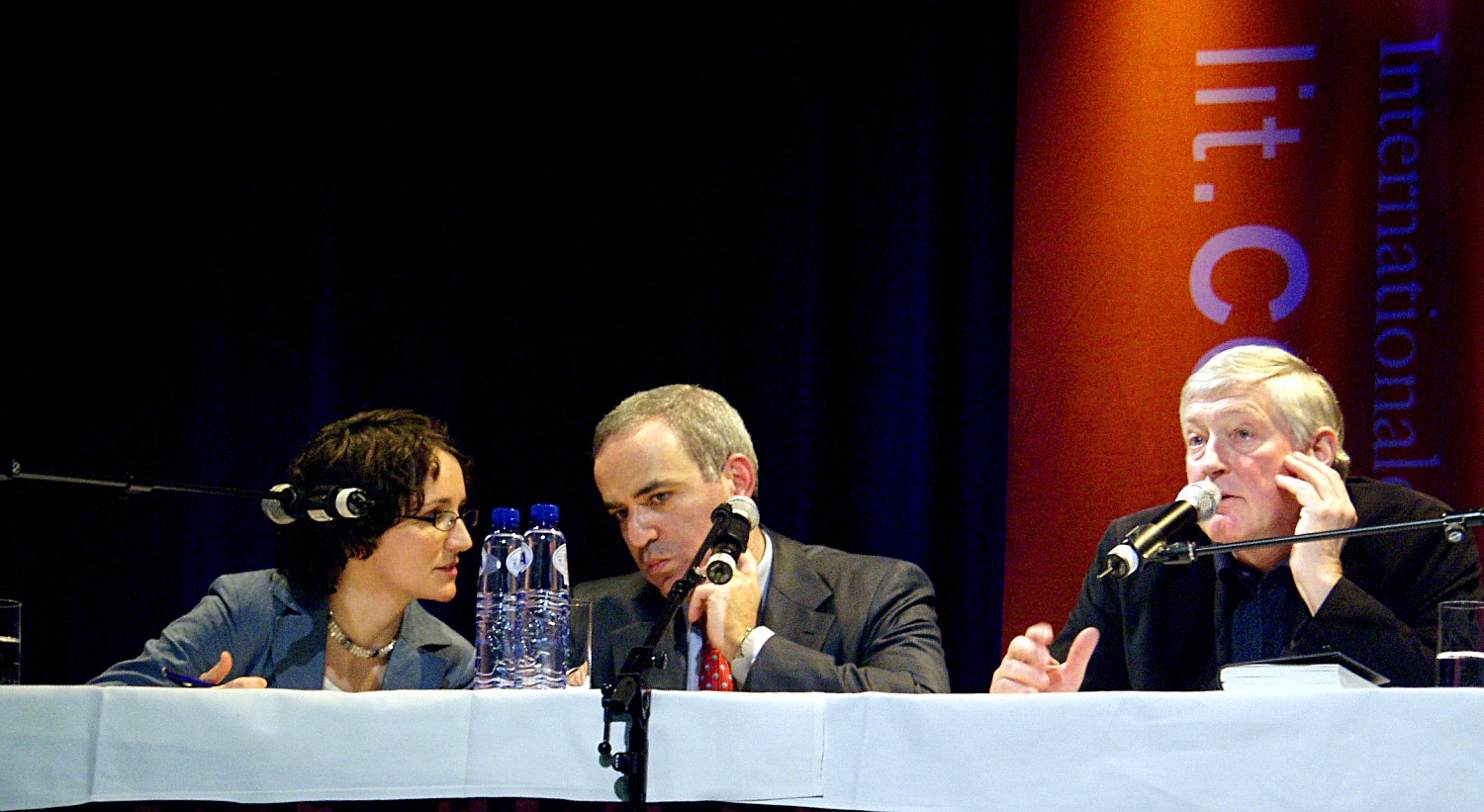
en:Klaus Bednarzの言葉をガルリ・カスパロフへと通訳する通訳者

方式的には同時通訳と同一であるが、通訳者はブース内ではなく、通訳を必要とする人間の近くに位置して聞き手にささやく程度の声で通訳をしていく。自らの声やその他の音が障害となるため、正確な通訳を長時間行う事は非常に難しいとされる。高価な通訳設備の用意が必要ないため、企業内の会議などで使用される事が多い。

## 活動領域
通訳者は、主に次のような分野で活動している。特に(1)～(3)においては、複数の領域をまたいで活動している通訳も多い。
(1) 会議通訳 (conference interpreter)
同時通訳者ともいう、同時通訳の技術を習得している。主に国際会議などで通訳を務める。エージェントに所属している場合は実力や経験年数による格付けが行われる。高度な学術的内容を扱う会議においての同時通訳を行う事は、すべての通訳の最上位に位置するとされる。
ヨーロッパではAIIC( 国際会議通訳者協会）やアメリカのTAALS（ アメリカ言語専門家協会）など、歴史のある団体がある。日本には会議通訳者の職能団体として日本会議通訳者協会がある。
- en:European Court of Justiceにおける会議での通訳者席のデスク上の装置、ヘッドフォン、マイク
- 通訳ブース群に入った各言語の通訳者たち
- 通訳ブースで仕事をしている通訳者たち

(2) 商談通訳 (business interpreting)
表敬訪問、商談など民間企業内で行われる通訳をまとめてビジネス通訳と呼ぶ。企業内で通訳者を独自に雇用する場合とフリーランスの通訳者を必要に応じて雇う場合とに分かれる。日本では1990年代以降企業の国際的連携が拡大したため、需要が高くなっている。
(3) 放送通訳 (broadcast interpreting)
国際報道の最前線で活躍し、相手は一般視聴者なので、子どもから高齢者までの幅広い年齢層に、わかりやすい言葉で必要な情報をもらさず正確に伝える能力が必要とされる。
日本では「海外のテレビ報道などを訳出して視聴者に届ける」および「日本のニュースを訳出して海外に届ける」の双方を行う。民放では英語←→日本語間の通訳ばかりがやたらと多いが、NHKワールド JAPANでは20を超える言語で通訳を行っている。定時のニュースの通訳は放映後、通訳者が数回録画映像を目にしてから訳出するため「時差同通(時差同時通訳)」と呼ばれ、通訳と翻訳の中間とされるが、基本的には1回聞いただけで内容を理解する力が求められる。突発的な事故や出来事・生中継のニュースを訳出する場合は「生同通」と呼ばれる。同時通訳の技術をマスターしていることが必要である。
(4) エスコート通訳 (escort interpreting)
外国から来たアーティストやプロスポーツ選手に随行して記者会見やインタビュー、テレビ出演などでの通訳をはじめ、イベント等での通訳(通訳コンパニオン)等をエスコート通訳と呼ぶ。外国人アーティストやプロスポーツ選手に対しては日常生活の世話やスケジュール管理なども行う事もあるが、芸能関係の仕事のほとんどはエージェントからの派遣は少なく、関係者のコネクションなどが多い。そのため、通訳者を目指し勉強をしていた人ではなく芸能会社の社員や字幕翻訳家が抜擢される事も頻繁にある。仕事内容は会場案内やエスコートや専門性の低い交渉など日常レベルのコミュニケーションを主とする場合が多い。通訳の対象者について行動するために随行通訳(リエーゾン通訳)とも呼ばれる。
(5) コミュニティー通訳 (community interpreting)
その国の公共サービスの場 （医療や福祉、教育、司法など） でその国における外国人をサポートする通訳である。アメリカやオーストラリアなど通訳者の国家資格がすでに整備されている国ではこの種の通訳がプロフェッショナルの仕事であるという観点から、公共サービス通訳者 (public service interpreter) と呼ばれることがある。中でも「医療通訳」および「司法通訳」が代表的である。司法通訳は、警察の捜査・取り調べ・拘置所・留置所での勤務などを行う「警察通訳」と裁判の場で通訳を行う「法廷通訳」に分類される。警察通訳の場合は、公務員として雇用されて働くケースもある。医療通訳は医師が使う医療の専門用語の理解も必要でありまた普通の人が使う「身体感覚」的なニュアンスに満ちた日常表現を的確に異言語に置き換え医師に伝える必要もあり専門性は高い。
日本に長期滞在している外国人の数は2020年時点ですでに250万人を超えており、それらの人々は日本で医療や司法を利用する場面もあり、実際には需要はそれなりにある。だが日本という国はそもそも人権意識が非常に低い劣悪な状態が放置された国であり、外国人を軽視・蔑視しているせいなのか、公共サービス通訳の重要性を直視してこなかった。日本では今までのところ公共サービス通訳の資格制度が無く、報酬が会議の通訳などよりはるかに低く、さらに言うと、日本の行政制度が外国人軽視・蔑視せいなのか公共通訳の報酬の額すら決めていないせいで、結果として従来は無報酬で（その状況に陥った外国人の悲惨な状況を見かねて「ボランティア」で）行われる場合が多く、通訳の質についても全く保障されていなかった。しかしながら、特に医療や司法の通訳は他者の人生を左右する可能性が高く、内容の専門性も高いため、通訳に際しての倫理規定の制定や、通訳者の質及び報酬を保証するための資格制度の必要だと指摘されている。日本では(1)～(3)の通訳は英語の需要が圧倒的に高いのに比べ、コミュニティ通訳では他言語の需要が高い。
- 米海軍の歯科医師と現地の患者の医療通訳を行う通訳者

(6) 通訳案内業 (multi-lingual tour guide)
訪れた地域の言語がわからない外国人の旅行者などに観光地を案内したり、その地域の社会や文化について紹介したりする職業である。実質的には「ツアーコンダクター」の様な業務であり、正確には通訳とは一線を画するが一定レベルの通訳業務も含まれる。日本では正式名称を「全国通訳案内士」といい、観光庁長官が実施する国家試験に合格してライセンスを取得する必要があったが、現在で免許なしでの業務も可能になった。

## 通訳のプロセス
通訳は起点言語（原語 the source language:SL）を音韻的に認知・受容 (audition) し、さらに語彙と文法による表層構造の理解（記号の解読 decoding）および世界知識・背景知識・場の知識によって内包や外延をふくむ発言内容の深層構造の理解 (comprehension) に達し、その理解にもとづいて目標言語（訳出語 the target language:TL）へ転換（再記号化 encoding）し、最終的な音韻表現として表出する (re-formulate) 行為である。
訳出する際には起点言語と目標言語とにおける、話者が伝えようとする内容に対しての忠実性(fidelity)・聞き手が得る内容に対しての等価性 (equivalence) を重視すると共に、文化的な差異なども考慮に入れねばならない。これはたとえば、長さをメートルからフィートに換算することも含まれる。

## 通訳者育成
一部の国ではオーストラリアのNAATI（国家翻訳・通訳認定局）など、資格が整備されている。

### 日本における通訳者育成
日本の国語審議会は2000年末に、通訳・翻訳の重要性を指摘し、次のように提案した。「通訳は、高い母国語能力と外国語能力、言葉の文化的背景を含む幅広い教養など高度な能力を要する専門職である。今後は教育を充実し、国際化に対応するための日本の人的資源として、高度に訓練された職業通訳者及び高い見識を有する通訳理論の研究者を養成することが望まれる」
通訳に関する公的資格は無いが、プロとしての技能を身につけるには通訳スクールに行くことが通例である。受講に必要な語学レベルは、通訳訓練を行うための語学力を高める基礎コースであっても非常に高く、英語の場合TOEICで最低900点程度は必要とされる。しかし、通訳に必要な語学力はTOEICで測れるものではないため、資格に関係なく入塾テストが課せられる。また、最近では大学院などで通訳を理論面、実践面から学ぶコースが開講されている。しかし実際には大学院の授業だけで通訳者に必要な能力を身に付けるのは難しく、やはり大学院に通いながら民間の通訳スクールに通うのが一般的である。

## 関連団体
- 日本通訳翻訳学会
- 全国通訳案内士
- 日本観光通訳協会
- 全日本通訳案内士連盟

日本会議通訳者協会（JACIJapan Association of Conference Interpreters）
JACIは通訳者の技能向上、通訳者の社会的地位向上、情報交換等を目的として2015年に設立された日本最大の通訳者団体である。業界最大規模を誇る日本通訳フォーラムと、世界唯一の日本語・英語の同時通訳グランプリを毎年開催。認定会員は厳しい認定基準を満たした業界トップクラスの会議通訳者である（試験はなく、実績と推薦者の保証で評価される）。
国際会議通訳者連盟（AIICInternational Association of Conference Interpreters）
AIICは会議通訳者を代表する連盟である。1953年に設立され、会議通訳者を代表し、職業上の倫理規定を定め、メンバーが守るべき基準を定めている。本部はジュネーブにある。加入をするのに試験などを受ける必要はないが、通訳者としての活動時間とスポンサーシップ（既存の会員が、加入希望者の実力等を保証すること）が求められる。

## 著名な通訳者・役職・専門的な通訳
- 医療通訳
- 手話通訳
- 司法通訳人（ドイツ語版）(法廷通訳人) ‐ 裁判などの場で外国語話者の通訳を行う役職。
- 戦時通訳者（ドイツ語版）
- 通詞（通事、通辞、通弁） ‐ 江戸時代にオランダ語・中国語などの通訳を行っていた世襲役人の役職。
- ユナイテッド・ネイションズ・インタープリテーション・サービス（英語版） ‐ 国際連合の公用語翻訳サービス。公用語は、英語、フランス語、スペイン語、ロシア語、中国語、アラビア語があるため、それぞれの部門から同時通訳が行われる。

### 同時通訳者
世界
- マリンチェ ‐ ナワトル語が話されるアステカ帝国南東部のパイナラに生まれたが、父の死後に奴隷としてマヤ語圏で生活し、スペインとの戦争に負けた際にスペイン側に献上され、スペイン側の通訳となった。
- サカガウィア ‐ アメリカ西部開拓に貢献したアメリカ先住民出身の奴隷。

日本
- 國弘正雄
- 西山千
- 村松増美
- 小松達也
- 斎藤美津子
- 鳥飼玖美子
- 米原万里

### その他の通訳者
- 水原一平 - 元大谷翔平専属の通訳

### 架空の言語通訳者
- ドリトル先生シリーズ - 動物の言語を通訳する。
- 万能翻訳機 ‐ あらゆる言語の同時通訳を行うサイエンス・フィクションの小道具を指す用語。
  - C-3PO ‐ スターウォーズ作品における万能翻訳機
  - ホシ・サトウ ‐ スタートレック作品の通信士。万能翻訳機の操作を担当する。